# Весёлкины
Весёлкины — древний дворянский род.
При подаче документов (1686), для внесения рода в Бархатную книгу, была предоставлена родословная роспись Велёлкиных, за подписью Петра Весёлкина.
Потомство Клима и Алексея Беляевых Весёлкиных, испомещенных (1606), записан в VI часть родословной книги Рязанской губернии. От этого же рода происходят Весёлкины, записанные, по недостаточности доказательств древнего их происхождения, во II и III части дворянской родословной книги Московской губернии.

## История рода
Род испомещённый в XVI и XVII столетиях в Рязанском крае. В конце XVI века шесть представителей рода владели поместьями в Зарайском уезде, а четыре представителя в Рязанском уезде (1616).
Три представителя рода владели населёнными имениями (1699).

## Описание герба
В лазуревом щите на зелёной земле стоит серебряная с открытыми воротами городская башня, над ней вверху щита радуга.
На щите дворянский коронованный шлем. Нашлемник: правая рука вверх в лазуревых латах держит серебряную секиру. Намёт на щите лазуревый, подложенный серебром. Щитодержатели: два серебряных пеликана с червлеными глазами, клювами и лапами. Герб рода Веселкиных внесен в Часть 14 Общего гербовника дворянских родов Всероссийской империи, стр. 24.

## Известные представители
- Весёлкин, Михаил Михайлович (1842—1897) — русский государственный деятель, Олонецкий, Черниговский и Херсонский губернатор.
  - Михаил Михайлович-мл. (1871—1918) — русский контр-адмирал времён Первой мировой войны.